# Historia Augusta
Historia Augusta, zbirka življenjepisov rimskih cesarjev od Hadrijana (117–138) do Kara (283–285) in Numerijana (283–284), napisana v latinskem jeziku.
Zbirka je bila za sodobne zgodovinarje že od samega začetka sporna in ni veljala za posebno verodostojno delo. Napisalo jo je šest povsem neznanih avtorjev: Elij Sparcijan, Julij Kapitolin, Vulkacij Galikan, Elij Lampridij, Trebelij Polion in Flavij Vopisk iz Sirakuze. Prvi štirje avtorji omenjajo, da so napisali tudi več drugih biografskih spisov. Nekateri so bili posvečeni Dioklecijanu (284–305), Konstantinu I. (306–337) in raznim drugim sicer nepoznanim dostojanstvenikom. Historia Augusta je edini pisni vir, ki na enem mestu zajema obdobje 2. in 3. stoletja. V zbirki manjkajo samo življenjepisi Filipa Arabca (244–249), Decija (249–251), Trebonijana Gala (251–253), Emilijana (253) in delno Valerijana (253–260)  iz obdobja od leta 244 do 259. Avtorji se poleg tega sklicujejo na celo vrsto zgodovinarjev, od katerih so znani samo Herodijan, Marij Maksim in Deksip, in naštevajo številne dokumente (pisma, sklepe senata, napise ...). Navedki so posebno številni v življenjepisih zameglenih vladarjev, medtem ko v življenjepisih Hadrijana (117–138), Antonina Pija (138–161), Marka Avrelija (161–180) in Septimija Severja (193–211) ni niti enega. Omenjajo se tudi neobstoječe legije, ponarjeni rodovniki, na primer rodovnika Konstantina II. (317–340) in Klavdija II. Gota (268–270), in vsebujejo cel niz obrabljenih anekdot. Vrhunec predstavlja podzbirka Trideset tiranov (Tyrani Triginita) oziroma uzurpatorjev, ki so se pojavili med vladavino šibkega in nepriljubljenega cesarja Galiena (253–268). Po zgledu atenskih Trideset tiranov je v podzbirko vključenih dvaintrideset imen, od katerih je samo dvajset potrjenih v drugih virih, na primer na kovancih in napisih. Med temi dvajsetimi osebami je nekaj takih, ki niso nikoli imeli cesarskega naslova, ter ženske in mladoletniki, ki niso nikoli vladali. 
V verodostojnost Historeiae Augustae se je začelo dvomiti že na začetku 19. stoletja in nekatera vprašanje še vedno niso rešena na zadovoljiv način. Med njimi je na primer vprašanje, ali so se manjkajoči življenjepisi izgubili ali sploh niso bili napisani. Hermann Dessau je leta 1887 ugotovil, da so deli življenjepisa Septimija Severja povzeti po spisu O cesarjih Avrelija Viktorja, ki je bil napisan leta 361, deli življenjepisa Marka Avrelija pa po Evtrpopijevem Breviariju, objavljenem leta 369. Dessau je z analizo besedil ugotovil, da je poleg šestih znanih avtorjev v pisanju zbirke sodeloval tudi nek neimenovan in neidentificiran avtor, ki je bil sodobnik Teodozija I. (379–395). Ronald Syme je leta 1971 nastanek zbirke umestil v čas okoli leta 395. Avtor dela bi po njegovem mnenju lahko bil "nek neiskren slovničar, ki se je sčasoma tako ogrel za svojo nalogo, da je postajal vedno bolj inventiven in duhovit". Syme je Historio Augusto uvrstil v kategorijo psevdozgodovinskih romanov, podobnih Aleksandridi, romanu o Aleksandru Velikemu.

## Sklic
1. ↑  Dessau, str. 337–392.